# Khorsabad
Khorsabad er en assyrisk oldtidsby i det nordlige Irak, 20 km nordøst for Mosul. Førhen lå på stedet oldtidsbyen Dur-Sargon.

## Dur-Sargon
Byens historie begyndte omkring 717 f.Kr, da den assyriske konge Sargon II beordrede, at Assyrien skulle have en ny hovedstad[kilde mangler]. Byen skulle ligge på sletten tæt på byen Nineve. Navnet Dur-Sargon betyder "Sargons mur" eller "Sargons borg".

### Kvadratisk bymur
Området er befæstet med en syv kilometer lang ringmur med syv porte. Muren havde 157 tårne, der var op til 30 meter høje. Der var plads til paladset og templet. Byen blev aldrig færdigbygget, da Sargons søn mente, der hvilede en forbandelse over byen og derfor ikke ville bo der[kilde mangler]. Han flyttede derfor hovedstaden tilbage til Nineve.

## Templet
Et tempeltårn, en såkaldt zikkurat, blev bygget på tempelterrassen. Det ser i dag ud, som om der var tre trin, men det var bygget som en spiral. Den beskrives i de græske historier med de syv farver.
I templet er der tempelrum til seks forskellige guder. Grundplanen er anderledes end de babylonske templer. Stenskulpturer flankerede portene og stenrelieffer prydede paladsets vægge.
Dur-Sargon blev indviet officielt i 707 f.Kr., da gudestatuerne førtes ind i byens tempel[kilde mangler]. Kong Sargon døde på et felttog to år senere. Hans søn og efterfølger stoppede byggeriet.

## Opdagelsen af byen
Den franske konsul i Mosul, Paul Botta, opdagede Khorsabad midt i 1800-tallet. Han sendte et stort antal skulpturer og relieffer til Louvre i Paris. En amerikansk arkæologisk ekspedition udgravede dele af byen i perioden 1928-1935.
36°30′34″N 43°13′46″Ø / 36.50953°N 43.22931°Ø